# Viktor Gyökeres
Viktor Einar Gyökeres (Stockholm, 1998. június 4. –) magyar származású svéd labdarúgó, az Arsenal játékosa.

## Pályafutása

### Klubcsapatokban

#### A Sporting előtt
Gyökeres a svéd IFK Aspudden-Tellus és a Brommapojkarna akadémiáin nevelkedett. Utóbbi csapatban mutatkozott be 2015-ben először felnőtt bajnoki mérkőzésen, a Brommapojkarna színeiben 2015 és 2018 között ötvenkét bajnoki mérkőzésen tizenhét gólt szerzett. 2018 január 1-jén csatlakozott az angol élvonalbeli Brighton & Hove Albion csapatához. Augusztus 28-án debütált a ligakupában a Southampton ellen. 2019. júliusában kölcsönbe került a német St. Pauli csapatához. Július 29-én mutatkozott be az Arminia elleni 1–1-s döntetlennel végződő bajnoki mérkőzésen. Szeptember 29-én első bajnoki gólját szerezte meg az SV Sandhausen ellen. 2020. szeptember 17-én megszerezte első gólját a Brighton színeiben a Portsmouth elleni ligakupa találkozón. Október 2-án csatlakozott kölcsönbe a Swansea City együtteséhez. Egy nappal később debütált a Millwall ellen csereként. 2021. január 9-én megszerezte első gólját új klubjában a Stevenage elleni kupa mérkőzésen. Január 14-én a Brighton visszarendelte. Következő napon újra kölcsönbe került, ezúttal a Coventry City együtteséhez.
2021 júliusában véglegesen is szerződtette a Coventry City, három éves szerződést írt alá. Gólt szerzett a csapat első mérkőzésén a szezonban, a Nottingham Forest elleni 2–1-es győzelem során. 45 mérkőzésen 17 gólt szerzett a bajnokságban a szezonban. A következő évben kétszer is a hónap játékosának választották.

#### Sporting
2023 júliusában a lisszaboni Sporting szerződtette, a Coventry City történetének legdrágábban eladott játékosa lett.
Augusztus 12-én mutatkozott be a csapat színeiben, duplázott a Vizela elleni 3–2-es győzelem során. Szeptember 21-én mutatkozott be Európában, ismét betalált a Sturm Graz ellen, az Európa-liga csoportkörében. Október 26-án pályafutása során először kiállították a Raków Częstochowa elleni Európa-liga-mérkőzés hetedik percében. November 2-án játszotta első találkozóját a portugál kupában, mesterhármast szerzett a Farense elleni 4–2-es győzelem során. Tíz nappal később betalált a rivális Benfica ellen. November 26-án a második félidőben állt be a Dumiense elleni 8–0-ás rekordgyőzelem során és gólt is szerzett. December 19-én betalált és gólpasszt adott a Porto ellen.
2024. január 5-én Gyökeres négy gólpasszt adott az Estoril elleni 5–1-es győztes mérkőzésen. Március 17-én először mesterhármast szerzett a portugál bajnokságban, a Boavista ellen. Szeptember és január között Gyökeres tizenhárom gólt szerzett és hat gólpasszt adott, sorozatban öt hónapban a liga legjobb játékosának és támadójának választották. Április 29-én két gólos hátrányban volt a Sporting, mielőtt a svéd a 87. és a 88. percben is betalált, kiegyenlítve a Porto elleni derbit. A hónap végén ismét megnyerte a korábban említett díjakat.
Május 5-én a Sporting bebiztosította, hogy huszadjára is bajnok lesz, miután a Benfica kikapott a Famalicãótól. Gyökeres megkapta a Bola de Prata-díjat a bajnokság gólkirályaként, 29 gólt szerzett, a második svéd lett Mats Magnusson (1989–90) után, aki kiérdemelte. A liga legjobbjának is választották.
2024 nyarán műtéten esett át, augusztus 3-án tért vissza és két gólpasszt adott a Porto elleni szuperkupa-döntőben. Abban a hónapban négy mérkőzésen hét gólt lőtt, amelyek közé tartozott egy mesterhármas a Farense elleni 5–0-ás győzelem során. Ebben a hónapban a bajnokság legsikeresebb gólszerzője lett a 21. században, négy mérkőzés után. Ismét elnyerte a hónap legjobb játékosának, illetve támadójának járó díjakat. Szeptember 17-én bemutatkozott az UEFA-bajnokok ligájában, és megszerezte első gólját is a Lille ellen. November 1-én négy gólt lőtt a Farense elleni 5–1-es győzelem során, az első hármat az első félidőben, amely korábban csak Beto Acostának sikerült. Négy nappal később a második svéd lett Zlatan Ibrahimović után, illetve az első Sporting-játékos, aki mesterhármast szerzett az UEFA-bajnokok ligájában, csapata 4–1-re nyert a Manchester City ellen. December 16-án az év legjobb svéd labdarúgójának nevezték.
2025. január végén Gyökeres megsérült, így januárban és februárban mindössze egy mérkőzésen kezdett, több fontos találkozót is ki kellett hagynia az UEFA-bajnokok ligájában, így a Sporting kiesett. Március 3-án duplázott a Estoril ellen, amellyel az első játékos lett, aki minden csapat ellen betalált a portugál élvonalban egy szezonban. Órákkal a Casa Pia elleni mérkőzés előtt – amelyen duplázott – megjelentek hírek, hogy megegyezett a csapat elnökével, hogy elengedi a nyári átigazolási időszakban. Április 27-én négy gólt szerzett a Boavista ellen. Ezzel megelőzte Bas Dostot (93 gól) a Sporting legsikeresebb külföldi gólszerzőinek örökranglistáján. Ezek mellett Mário Jardel (2001–2002) óta az első játékos lett, aki legalább 35 gólt szerzett egy bajnoki szezonban.
Május 10-én, századik mérkőzésén a Sportingnál, gólpasszt adott Francisco Trincão góljához a lisszaboni derbin, amellyel lényegében bebiztosították bajnoki címüket. Hét nappal később ő szerezte meg a győztes gólt a Vitória de Guimarães ellen. 39 góljával sorozatban másodjára a bajnokság gólkirálya lett.

### Arsenal
2025. július 26-án az Arsenal bejelentette, hogy 55 millió font ellenében szerződtette Gyökerest, aki öt évre szóló szerződést írt alá a londoni klubbal. Az átigazolási díj bónuszokkal együtt később 63 millió fontra is emelkedhet.

### A válogatottban
Többszörös svéd utánpótlás-válogatott, tagja volt a 2017-es U19-es labdarúgó-Európa-bajnokságon szerepelt svéd keretnek is, ahol gólkirály lett, valamint beválasztották a torna álomcsapatába is. 2019. január 8-án mutatkozott be a svéd felnőtt válogatottban egy finn válogatott elleni felkészülési mérkőzésen Dohában, Katarban. Három nappal később, január 11-én megszerezte válogatottbeli első gólját Izland ellen.

#### Mérkőzései a svéd válogatottban
| #  | Dátum            | Ellenfél   | Eredmény | Kiírás              | Esemény |
| -- | ---------------- | ---------- | -------- | ------------------- | ------- |
| 1. | 2019. január 8.  | Finnország | 0 – 1    | barátságos mérkőzés | 63'     |
| 2. | 2019. január 11. | Izland     | 2 – 2    | barátságos mérkőzés | 47'     |

## Statisztika

### Klubcsapatokban
Frissítve: 2025. május 17.
| Csapat                     | Szezon           | Bajnokság        | Bajnokság | Bajnokság | Kupa | Kupa  | Ligakupa | Ligakupa | Nemzetközi | Nemzetközi | Egyéb | Egyéb | Összesen | Összesen |
| Csapat                     | Szezon           | Osztály          | P.        | Gólok     | P.   | Gólok | P.       | Gólok    | P.         | Gólok      | P.    | Gólok | P.       | Gólok    |
| -------------------------- | ---------------- | ---------------- | --------- | --------- | ---- | ----- | -------- | -------- | ---------- | ---------- | ----- | ----- | -------- | -------- |
| Brommapojkarna             | 2015             | Superettan       | 8         | 0         | 4    | 3     | —        | —        | —          | —          | —     | —     | 12       | 3        |
| Brommapojkarna             | 2016             | Division 1       | 19        | 7         | 6    | 2     | —        | —        | —          | —          | —     | —     | 25       | 9        |
| Brommapojkarna             | 2017             | Superettan       | 29        | 13        | 1    | 0     | —        | —        | —          | —          | —     | —     | 30       | 13       |
| Brommapojkarna             | Összesen         | Összesen         | 56        | 20        | 11   | 5     | 0        | 0        | 0          | 0          | 0     | 0     | 67       | 25       |
| Brighton & Hove Albion     | 2017–2018        | Premier League   | 0         | 0         | 0    | 0     | 0        | 0        | —          | —          | —     | —     | 0        | 0        |
| Brighton & Hove Albion     | 2018–2019        | Premier League   | 0         | 0         | 4    | 0     | 1        | 0        | —          | —          | —     | —     | 5        | 0        |
| Brighton & Hove Albion     | 2019–2020        | Premier League   | 0         | 0         | 0    | 0     | 0        | 0        | —          | —          | —     | —     | 0        | 0        |
| Brighton & Hove Albion     | 2020–2021        | Premier League   | 0         | 0         | 0    | 0     | 3        | 1        | —          | —          | —     | —     | 3        | 1        |
| Brighton & Hove Albion     | Összesen         | Összesen         | 0         | 0         | 4    | 0     | 4        | 1        | 0          | 0          | 0     | 0     | 8        | 1        |
| FC St. Pauli (kölcsönben)  | 2019–2020        | 2. Bundesliga    | 26        | 7         | 2    | 0     | —        | —        | —          | —          | —     | —     | 28       | 7        |
| Swansea City (kölcsönben)  | 2020–2021        | Championship     | 11        | 0         | 1    | 1     | 0        | 0        | —          | —          | —     | —     | 12       | 1        |
| Coventry City (kölcsönben) | 2020–2021        | Championship     | 19        | 3         | 0    | 0     | 0        | 0        | —          | —          | —     | —     | 19       | 3        |
| Coventry City              | 2021–2022        | Championship     | 45        | 17        | 2    | 1     | 0        | 0        | —          | —          | —     | —     | 47       | 18       |
| Coventry City              | 2022–2023        | Championship     | 46        | 21        | 1    | 1     | 0        | 0        | —          | —          | 3     | 0     | 50       | 22       |
| Coventry City              | Összesen         | Összesen         | 91        | 38        | 3    | 2     | 0        | 0        | 0          | 0          | 3     | 0     | 97       | 40       |
| Sporting CP                | 2023–2024        | Primeira Liga    | 33        | 29        | 6    | 6     | 2        | 3        | 9          | 5          | —     | —     | 50       | 43       |
| Sporting CP                | 2024–2025        | Primeira Liga    | 33        | 39        | 6    | 4     | 3        | 4        | 8          | 6          | 1     | 0     | 51       | 53       |
| Sporting CP                | Összesen         | Összesen         | 66        | 68        | 12   | 10    | 5        | 7        | 17         | 11         | 1     | 0     | 101      | 96       |
| Karrier összesen           | Karrier összesen | Karrier összesen | 269       | 136       | 33   | 18    | 9        | 8        | 17         | 11         | 4     | 0     | 332      | 173      |

1. ↑  Pályára lépések a másodosztály rájátszásában
2. ↑  Pályára lépések az Európa-ligában
3. ↑  Pályára lépések az UEFA-bajnokok ligájában
4. ↑  Pályára lépések Supertaça Cândido de Oliveirában

### A válogatottban
Frissítve: 2024. november 19.
| Válogatott | Év       | Pályára lépések | Gólok |
| ---------- | -------- | --------------- | ----- |
| Svédország | 2019     | 2               | 1     |
| Svédország | 2020     | 0               | 0     |
| Svédország | 2021     | 2               | 0     |
| Svédország | 2022     | 7               | 1     |
| Svédország | 2023     | 8               | 3     |
| Svédország | 2024     | 7               | 10    |
| Összesen   | Összesen | 26              | 15    |

## Sikerei, díjai

### Klub
- Brommapojkarna:
  - Superettan: 2017

- Sporting:
  - Portugál bajnok: 2023–2024, 2024–2025

### Egyéni
- EFL Championship – A szezon csapata: 2022–2023
- PFA Az év csapata – Championship: 2022–2023
- EFL Championship – A hónap játékosa: 2022. november, 2023. március
- U19-es labdarúgó-Európa-bajnokság gólkirály: 2017
- U19-es labdarúgó-Európa-bajnokság a torna csapata: 2017
- IFFHS – A világ legjobb első osztályú gólszerzője: 2024 (36 gól)
- IFFHS – A világ legjobb gólszerzője: 2024 (62 gól)
- Primeira Liga gólkirály: 2023–2024, 2024–2025
- Primeira Liga – Az év játékosa: 2023–2024
- Primeira Liga – Az év csapata: 2023–2024
- Primeira Liga – A hónap játékosa: 2023. szeptember, 2023. október/november, 2023. december, 2024. január, 2024. április, 2024. augusztus, 2025. március
- Primeira Liga – A hónap támadója: 2023. szeptember, 2023. október/november, 2023. december, 2024. január, 2024. április, 2024. augusztus, 2025. március, 2025. április
- Taça da Liga gólkirály: 2024–2025
- Guldbollen: 2024
- Az év svéd támadója: 2023, 2024